# Eurotatoria
Eurotatoria – gromada zagnieżdżona w typie wrotków (Rotifera).
Takson ten ukuł De Ridder w 1957 roku. Wedle wielu źródeł Eurotatoria stanowi gromadę bezkręgowców w obrębie grupy Rotifera. Dawniej, wrotki wraz z kolcogłowami (Acanthocephala) i innymi pseudojamowcami, tzn. nicieniami (Nematoda), brzuchorzęskami (Gastrotricha), ryjkogłowami (Kinorhyncha), wstężniakami i niezmogowcami (Priapulida) zaliczane były do grupy obleńców (Aschelminthes). Tak było do lat 90., kiedy to przestano uznawać ten takson i Rotifera stały się niezależną grupą. Oryginalnie, wrotki z podgromad Bdelloidea oraz Monogononta były zaliczane do grupy Eurotatoria. W obrębie Rotifera wyróżnia się też Seisonidea, które nie posiadają aparatu rzęskowego i dlatego Bdelloidea oraz Monogononta razem miałyby tworzyć wspólny klad. Voigt w 1957 roku zdegradował te grupy do rangi rzędu i ten podział ostał się do lat 90. Obecnie wykazuje się, że Eurotatoria nie jest grupą monofiletyczną, ze względu na to, że Bdelloidea wydają się być bliżej spokrewnione z kolcogłowami niż z Monogononta. Parafiletyzm tego taksonu zaprezentowano również w książce z 2014 roku Deep Metazoan Phylogeny.   
Bdelloidea oraz Monogononta są organizmami wolno-żyjącymi.   